# ابن الجوزي
أبو الفرج جمال الدين عبد الرحمن بن أبي الحسن علي بن محمد القرشي التيمي البكري المعروف بـ ابن الجوزي. فقيه حنبلي محدث ومؤرخ ومتكلم (510هـ/1116م - 12 رمضان 597 هـ/ 1201م) ولد وتوفي في بغداد. حظي بشهرة واسعة، ومكانة كبيرة في الخطابة والوعظ والتصنيف، كما برز في كثير من العلوم والفنون. يعود نسبه إلى محمد بن أبي بكر الصديق.
عرف بابن الجوزي لشجرة جوز كانت في داره ببلدة واسط، ولم تكن بالبلدة شجرة جوز سواها، وقيل: نسبة إلى «فرضة الجوز» وهي مرفأ نهر البصرة.

## نسبه
هو الإمام العالم المؤرخ جمال الدين أبو الفرج عبد الرحمن بن علي بن محمد بن علي بن عبيد الله بن عبد الله بن حمادى بن أحمد بن محمد بن جعفر الجوزي بن عبد الله بن القاسم بن النضر بن القاسم بن محمد بن عبد الله بن عبدالرحمن بن القاسم بن محمد بن أبي بكر الصديق التيمي القرشي.

## حياته
كان أهله تجارا في النحاس،  توفي والده علي بن محمد وله من العمر ثلاث سنين، على الرغم من فراق والده في طفولته فقد ساعدته ثروة أبيه الموسر في توجهه لطلب العلم وتفرغه له، فقد ترك له من الأموال الشيء الكثير،  وقد بين أنه نشأ في النعيم، بقوله في صيد الخاطر:
| ابن الجوزي | فمن ألف الترف فينبغي أن يتلطف بنفسه إذا أمكنه، وقد عرفت هذا من نفسي، فإني ربيت في ترف، فلما ابتدأت في التقلل وهجر المشتهى أثر معي مرضا قطعني عن كثير من التعبد، حتى أني قرأت في أيام كل يوم خمسة أجزاء من القرآن، فتناولت يوما ما لا يصلح فلم أقدر في ذلك اليوم على قراءتها، فقلت: إن لقمة تؤثر قراءة خمسة أجزاء بكل حرف عشر حسنات، إن تناوله لطاعة عظيمة، وإن مطعما يؤذي البدن فيفوته فعل خير ينبغي أن يهجر، فالعاقل يعطي بدنه من الغذاء ما يوافقه | ابن الجوزي |

عاش ابن الجوزي منذ طفولته ورعاً زاهداً، لا يحب مخالطة الناس خوفاً من ضياع الوقت، ووقوع الهفوات، فصان بذلك نفسه وروحه ووقته، فقال فيه الإمام ابن كثير عند ترجمته له «وكان -وهو صبي- ديناً منجمعاً على نفسه لا يخالط أحداً ولا يأكل ما فيه شبهة، ولا يخرج من بيته إلا للجمعة، وكان لا يلعب مع الصبيان». قال ابن الجوزي واصفاً نفسه في صغره:
| ابن الجوزي | كنت في زمان الصبا آخذ معي أرغفة يابسة فأخرج في طلب الحديث، وأقعد على نهر عيسى، فلا أقدر على أكلها إلا عند الماء، فكلما أكلت لقمة شربت عليها شربة، وعين همتي لا ترى إلا لذة تحصيل العلم | ابن الجوزي |

كان له دور كبير ومشاركة فعالة في الخدمات الاجتماعية، وقد بنى مدرسة بدرب دينار وأسس فيها مكتبة كبيرة ووقف عليها كتبه وكان يدرس أيضا بعدة مدارس، ببغداد.

## محنته
في عهد الخليفة الناصر عينه ابن يونس الحنبلي في ولايته منصب الوزارة بعد أن سحب المنصب من عبد السلام بن عبد الوهّاب بن عبد القادر الجيلي الذي أحرقت كتبه بسبب اتهامه بالزندقة وعبادة النجوم.
خلف ابن القصاب منصب ابن يونس الحنبلي فلاحق كل من له صلة به، فكان مصير ابن الجوزي النفي. أخرج ابن الجوزي من سجن واسط وتلقاه الناس وبقي في المطمورة خمس سنين.

## أقوال العلماء فيه[10]
- قال عنه ابن كثير: «أحد أفراد العلماء، برز في علوم كثيرة، وانفرد بها عن غيره، وجمع المصنفات الكبار والصغار نحوًا من ثلاثمائة مصنف».[11]
- وقال عنه الذهبي: «ما علمت أن أحدًا من العلماء صنف ما صنف هذا الرجل».[12]
- وقال عنه ابن رجب صاحب «ذيل طبقات الحنابلة»: إنه «الحافظ المفسر، الفقيه الواعظ، الأديب، شيخ وقته، وإمام عصره».
- وقال عنه ناصح الدين ابن الحنبلي الواعظ: اجتمع فيه من العلوم ما لم يجتمع في غيره، وكانت مجالسه الوعظية جامعة للحسن والحسان".
- وقال عنه ابن العماد صاحب «شذرات الذهب»: «الواعظ المتفنن، صاحب التصانيف الكثيرة الشهيرة في أنواع العلم؛ من التفسير والحديث والفقه، والزهد والوعظ، والأخبار والتاريخ، والطب وغير ذلك».
- وقال الداودي صاحب «طبقات المفسرين»: «الإمام العلامة، حافظ العراق، وواعظ الآفاق، صاحب التصانيف المشهورة في أنواع العلوم».
- وقال ابن خلكان: كان علامة عصره، وإمام وقته في الحديث وصناعة الوعظ، صنف في فنون كثيرة منها «زاد المسير في علم التفسير» أربعة أجزاء، أتى فيه بأشياء غريبة، وله في الحديث تصانيف كثيرة، وله «المنتظم» في التاريخ وهو كبير، وله «الموضوعات» في أربعة أجزاء.[13]

- عن الرحَّالة ابن جُبير، انه قال: «شاهَدنا مجلس الشيخ الفقيه الإمام الأوحد، جمال الدين أبي الفضائل بن علي الجوزي، رئيس الحنبلية، والمخصوص في العلوم بالرُّتب العليَّة، إمام الجماعة، وفارس حَلْبة هذه الصناعة، والمشهود له بالسبق الكريم في البلاغة والبراعة، مالك أزِمَّة الكلام في النظم والنثر، والغائص في بحر فكره على نفائس الدرر، فأما نظمُه فرَضِيُّ الطِّباع، مهياري الانطباع، وأما نثره فيَصدَع بسحرِ البيان، ويُعطِّل المثلَ بِقُسٍّ وسَحبان»؛ (رحلة ابن جبير، ص 196 - 197).
- قال سبط ابن الجوزي: «سمِعت جَدي يقول على المنبر: كتبتُ بإصبعي (2000) مجلد»، «ومجموع تصانيفه (250) كتابًا».

## مصنفاته

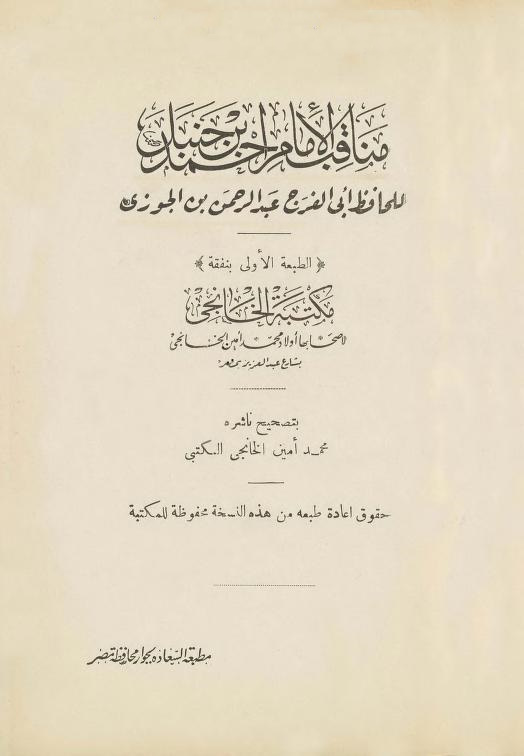
غلاف كتاب مناقب الإمام أحمد، طبعة مكتبة الخانجي في القاهرة 1931م.

تميز ابن الجوزي بغزارة إنتاجه وكثرة مصنفاته التي بلغت نحو ثلاثمائة مصنف شملت الكثير من العلوم والفنون، فهو أحد العلماء المكثرين في التصنيف في التفسير والحديث والتاريخ واللغة والطب والفقه والمواعظ وغيرها من العلوم، ومن أشهر تلك المصنفات:
- مناقب الإمام أحمد.
- زاد المسير في علم التفسير أربعة أجزاء.
- نواسخ القرآن.
- دفع شبه التشبيه بأكف التنزيه.
- الموضوعات من الأحاديث المرفوعات، جمع فيه الأحاديث الموضوعة، لكن تُعقِّب عليه في بعضها.
- العلل المتناهية في الأحاديث الواهية.
- صفة الصفوة.
- تلبيس إبليس.
- التذكرة في الوعظ.
- كتاب ذم الهوى.
- صيد الخاطر.
- الوفاء بأحوال المصطفى.
- المنتظم في تاريخ الملوك والأمم.
- تاريخ بيت المقدس.
- الرّدُ على المُتعصّب العَنيد المَانِع مِن ذَمّ يزيد.[14]
- أخبار الحمقى والمغفلين.
- ولقط المنافع، في الطب.
- تنبيه النائم الغمر على مواسم العمر (كتيّب).
- لفتة الكبد إلى نصيحة الولد (رسالة).
- أعمار الأعيان.
- كتاب المدهش في الوعظ، وقد يكون أعظم مصنفات الوعظ بلاغة.
- فنون الأفنان في عيون علوم القرآن.
- سيرة ومناقب عمر بن عبد العزيز الخليفة الزاهد.
- مناقب عمر بن الخطاب/ تاريخ عمر بن الخطاب، حققه أسامة الرفاعي وآخرون.
- أخبار الظراف والمتماجنين.
- كتاب الأذكياء.
- بستان الواعظين ورياض السامعين.
- آداب الحسن البصري تحقيق سليمان الحرش.
- التبصرة في الوعظ.
- درر الجواهر من كلام الشيخ عبد القادر[15][16]
- بحر الدموع.

## شعره
وكان خطيبا مفوها وأديبا ومن شعره في الزهد والقناعة:
وأوصى أن يُكتب على قبره:

## من أقواله
- كان حريصا على الوقت متفرغا للعلم. قال في صيد الخاطر: (فليس في الدنيا أطيب عيشا من منفرد عن العالم بالعلم، فهو أنيسه وجليسه، قد قنع بما سلم به دينه من المباحات الحاصلة، لا عن تكلف ولا تضييع دين، وارتدى بالعز عن الذل للدنيا وأهلها، والتحف بالقناعة باليسير، إذا لم يقدر على الكثير بهذا الاستعفاف يسلم دينه ودنياه، واشتغاله بالعلم يدله على الفضائل ويفرجه عن البساتين، فهو يسلم من الشيطان والسلطان والعوام بالعزلة، ولكن لا يصلح هذا إلا للعالم، فإنه إذا اعتزل الجاهل فاته العلم فتخبط).
- مغنية الحي لا تطرب.
- الكتب هم الولدان المخلدون.
- ويقول في طريق إحكام المحفوظ: «ينبغي للإنسان أن يعيد بعد الحفظ ليثبت معه المحفوظ.. وقال لنا الحسن النيسابوري الفقيه: لا يحصل الحفظ إلـيَّ حتى يعاد خمسين مرة»[17]

## ضريحه
بناه (موسى باشا) أيام (السلطان إبراهيم) سنة 1646م كان موقع القبر في (باب حرب) قرب (قبر أحمد بن حنبل) إلا أنه خشي عليه من الضياع فقام موسى باشا بنقله لموقعه في (سوق السنك)، والقبر ما زال موجودا الآن في أرض فارغة تابعة للوقف وبني وشُيّد عليهِ صف من الطابوق ووضع حوله سياج من حديد لمنع العبث بهِ في داخل مرآب لتأجير وقوف السيارات في منطقة السنك.

## وصلات خارجية
- أبو الفرج بن الجوزي على موقع الموسوعة البريطانية (الإنجليزية)
- أبو الفرج بن الجوزي على موقع المكتبة المفتوحة (الإنجليزية)
- أبو الفرج بن الجوزي على موقع المكتبة المفتوحة (الإنجليزية)